# Сертич, Томислав
Томислав Сертич (хорв. Tomislav Sertić; 21 декабря 1902, Удбина — 27 сентября 1945, Белград) — югославский и хорватский военачальник, майор Югославской королевской армии и генерал Хорватского домобранства Независимого государства Хорватии.

## Биография
Родился 21 декабря 1902 года в Удбине. Окончил торговую академию в Дубровнике и Белградскую военную академию в 1923 году. Служил в Югославской королевской армии до 1939 года, получив звание майора. В 1940 году бежал в Венгрию, где вступил в движение усташей, а затем перебрался в Италию, присоединившись к хорватской политической эмиграции. После Апрельской войны и разгрома югославских войск поддержал становление Независимого государства Хорватия, в мае 1941 года стал первым командующим усташских вооружённых сил.
В июне 1941 года Сертич был произведён в полковники, основал усташские школы младших и старших офицеров (с мая по ноябрь 1941 года был директором одной такой школы), а также ввёл новые воинские звания в армии — искусственно созданные неологизмы «krilnik», «bojnik», «razvodnik» и т. д. С ноября 1941 по август 1942 года был главой военной прокуратуры вооружённых сил НГХ, с января 1943 года был наблюдателем училищ вооружённых сил НГХ, в феврале 1944 года произведён в генералы. С 1 сентября 1944 года снова во главе военной прокуратуры НГХ. Кавалер Ордена Короны короля Звонимира, носил звание «витеза» (рыцаря).
Сертич не участвовал в заговоре Лорковича-Вокича, но поддержал путчистов, ожидая стать в случае свержения Анте Павелича главнокомандующим вооружённых сил. После вступления советских войск на территорию Югославии и последовавшего краха НГХ попытался сдаться англичанам, но те выдали его партизанам. 22 июня 1945 года архиепископ Загреба Алоизие Степинац направил письмо, в котором призвал проявить снисхождение к Сертичу на суде, заявив, что все военные преступления в Хорватии и Боснии и Герцеговине совершили немцы и итальянцы, угрожавшие расправой хорватам.
22 сентября 1945 года Военный трибунал Верховного суда Демократической Федеративной Югославии вынес Томиславу Сертич как военному преступнику и ещё 16 другим высшим офицерам усташской армии смертный приговор. Приговор был приведён в исполнение утром 27 сентября 1945 года в 5:00 в Яинцах (Белград).
Уже в 1957 году по ошибке портрет Томислава Сертича оказался на почтовой марке из серии «Костюмы народов Югославии»: автором изображения была хорватская художница Зденка Сертич, родственница Томислава.